# Megastrebla bequaerti
Megastrebla bequaerti är en tvåvingeart som först beskrevs av Jobling 1936.  Megastrebla bequaerti ingår i släktet Megastrebla och familjen lusflugor.
Artens utbredningsområde är Tanzania. Inga underarter finns listade i Catalogue of Life.